# МКРЦ «Лиана»

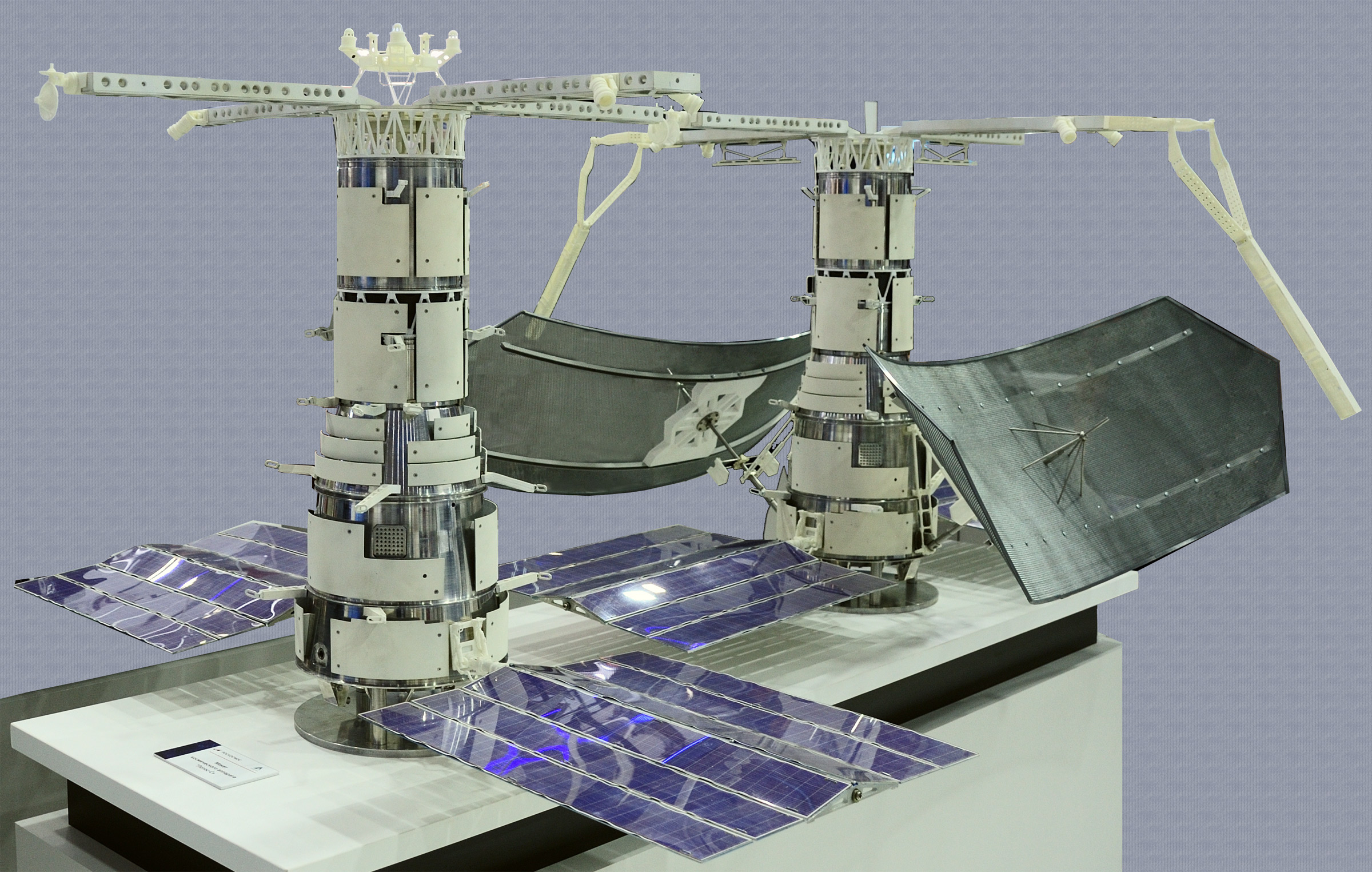
Макеты спутников "Лотос-С" и "Пион-НКС" на выставке "Армия-2023"

 «Лиана» (индекс ГРАУ — 14К159) — российская система глобальной спутниковой морской космической разведки и целеуказания (МКРЦ) силам ВМФ, предназначенная для постоянного мониторинга Мирового океана для определения дислокации кораблей противника, и прежде всего авианосных ударных групп, выдачи целей средствам ВМФ для поражения кораблей неприятеля.

## Состав и особенности
Согласно представленной в СМИ информации, МКРЦ «Лиана» состоит из следующих космических аппаратов:
5 КА серии «Лотос-С1» («Космос-2455», «Космос 2502», «Космос-2524», «Космос-2528», «Космос-2549»); 2 КА серии «Пион-НКС» (первый КА — «Космос-2550»).
Спутники серии «Лотос-С» имеют на борту аппараты пассивной радиоразведки, «Пион-НКС» — аппараты активной радиоразведки.

## Разработка
В 2006 году правительство РФ дало поручение Минобороны РФ проработать вопрос с точки зрения использования технологий точного обнаружения. К работе над проектом было подключено 125 предприятий из 12 отраслей промышленности, рабочее название — «Лиана». Головной разработчик — концерн «Алмаз-Антей».
20 ноября 2009 года в 10:44 UTC был произведён успешный запуск ракеты-носителя «Союз-У» с космическим аппаратом «Космос-2455» (военный индекс — 14Ф138), который является первым КА типа «Лотос-С1».
В 2012 году представитель Генштаба сообщил о том, что работы по созданию российской системы спутниковой разведки «Лиана» будут завершены в 2013 году. Первоначально система должна была состоять из 4 КА (2 спутника серии «Пион-НКС» и 2 спутника «Лотос-С1»).
25 декабря 2014 года в 03:01 UTC был произведён успешный запуск ракеты-носителя «Союз-2.1б», которая вывела на орбиту, согласно официальному сообщению Минобороны, спутник связи. Предположительно, в ходе данного запуска был выведен спутник 14Ф145 «Лотос-С1».
В 2015 году машиностроительный завод «Арсенал» заявил о начале производства космических аппаратов серии «Лиана».
10 января 2017 года глава Минобороны РФ Сергей Шойгу заявил о разработке космической системы «Лиана» с аппаратами «Лотос-С» и «Пион-НКС».
2 декабря 2017 года в 10:43 UTC с космодрома Плесецк произведён запуск ракеты-носителя «Союз-2.1б» с космическим аппаратом «Космос-2424», который является третьим спутником серии «Лотос-С1»
25 октября 2018 года в 0:15 UTC с космодрома Плесецк произведён запуск ракеты-носителя «Союз-2.1б» с космическим аппаратом «Космос-2528»
8 мая 2019 года Минобороны РФ сообщило, что формирование российской системы радиолокационной системы «Лиана» должно завершится в 2019 году.
В марте 2020 года Сергей Шойгу заявил о завершении работ по созданию спутника «Пион-НКС»
2 февраля 2021 года в 20:45 UTC с космодрома Плесецк произведен запуск ракеты-носителя «Союз-2.1б» с космическим аппаратом «Космос-2549»
25 июня 2021 года в 19:50 UTC с космодрома Плесецк произведен запуск ракеты-носителя «Союз-2.1б» с космическим аппаратом «Космос-2550», который является первым «активным» спутником радиолокационной разведки 14Ф139 «Пион-НКС»

## Разработчики системы «Лиана»
| Организация                            | Зона ответственности                                                          |
| -------------------------------------- | ----------------------------------------------------------------------------- |
| ЦНИРТИ                                 | Наземное оборудование; полезная нагрузка «Барс» для спутника «Лотос-С»        |
| ОАО Машиностроительный завод «Арсенал» | Изготовление космических аппаратов                                            |
| Ракетно-космический центр «Прогресс»   | Разработка ракеты-носителя «Союз-2.1б»                                        |
| АО "НИИ «Вектор»                       | Разработка специализированной полезной нагрузки «БСК» для спутника «Пион-НКС» |
| АО «ЦКБА»                              | Контрольно-измерительная и испытательная аппаратура                           |
| ОКБ МЭИ                                | Системы электропитания                                                        |
| АО "Концерн радиостроения «Вега»       | Радиолокационная антенна для спутника «Пион-НКС»                              |